# Sascha Spors
Sascha Spors (* 1972 in St. Ingbert) ist seit 2005 der leitende Wissenschaftler der Audio-Technologie-Gruppe bei den Telekom Innovation Laboratories.
Von 2001 bis 2006 forschte er während seiner Doktorarbeit auf den Gebieten der Wellenfeldanalyse und der Wellenfeldsynthese. 
Von der Fakultät für Elektrotechnik, Elektronik und Informationstechnik der Universität Erlangen-Nürnberg erhielt er 2006 seinen Doktorgrad mit Auszeichnung, als Ergebnis seiner Arbeit als wissenschaftlicher Mitarbeiter am Lehrstuhl für Multimediakommunikation und Signalverarbeitung.
Sascha Spors ist Mitglied des IEEE, der Deutschen Gesellschaft für Akustik (DEGA) und Vorsitzender des Fachausschusses für Spatial Audio der Audio Engineering Society (AES).
2011 hat er den Lothar-Cremer-Preis der DEGA erhalten. 

## Forschungsschwerpunkte
- Räumliche Tonaufzeichnung und Tonwiedergabe
- Wahrnehmung von synthetischen Tonfeldern
- Digitale Signalverarbeitung für räumliche Audio-Systeme

## Ehrungen und Auszeichnungen
- 2011: Lothar-Cremer-Preis[1]